# Il pendolo di Foucault
(Umberto Eco)
Il pendolo di Foucault è il secondo romanzo dello scrittore italiano Umberto Eco. Pubblicato nel 1988 dalla casa editrice Bompiani (con cui Eco aveva già un pluridecennale rapporto), è ambientato negli anni della vita dello scrittore, fino ai primi anni ottanta. Il pendolo di Foucault è suddiviso in dieci segmenti che rappresentano le dieci Sephirot. Il romanzo è ricco di citazioni esoteriche, dalla Cabala all'alchimia e alla teoria del complotto, così tante che il critico letterario e romanziere Anthony Burgess ha suggerito che sarebbe stato utile un indice.

## Storia editoriale
Il titolo del libro si riferisce all'effettivo pendolo ideato dal fisico francese Léon Foucault come prova sperimentale della rotazione della Terra, il quale ha un significato simbolico all'interno del romanzo. Sebbene alcuni credano che esso si riferisca al filosofo Michel Foucault notando l'amicizia di Eco con il filosofo francese, l'autore "respinge in modo particolare qualsiasi allusione intenzionale a Michel Foucault" – e questo viene considerato come uno dei suoi sottili giochi letterari. La spiegazione del fenomeno fu fornita a Eco da Mario Salvadori.

## Trama
Fu allora che vidi il Pendolo. (Casaubon)
Casaubon, l'io narrante, è dapprima studente e poi giovane professionista dell'editoria a Milano. Attraverso una collaborazione con la casa editrice Garamond, insieme ai colleghi Belbo e Diotallevi, entra in contatto con una serie di personaggi interessati ad esoterismo ed ermetismo. Avendo discusso una tesi di laurea riguardante i templari riesce, inizialmente con leggerezza e quasi per gioco, a trovare tutta una serie di collegamenti storici nei manoscritti proposti alla casa editrice.
I tre vengono in possesso di un documento medievale criptato che sembrerebbe descrivere cinque appuntamenti fra sei gruppi di sei iniziati ciascuno, di differenti nazionalità, appuntamenti distanziati di 120 anni in luoghi segreti che solo chi possedesse la "chiave" per decrittare il messaggio potrebbe conoscere. Nel corso di pochi anni i tre inventano per gioco un "Piano" che riguarderebbe il segreto del controllo di un'enorme energia che permetterebbe il dominio del mondo. Utilizzando una chiave di decrittazione di Tritemio, ottengono una ricostruzione plausibile e ipotizzano i cinque luoghi. Ogni iniziato di ogni gruppo avrebbe tenuto la sua parte per vent'anni, dopodiché l'avrebbe passata a un suo apprendista; quindi il sesto del primo gruppo avrebbe incontrato, nel primo dei cinque appuntamenti (che avvengono il 24 giugno), il sesto del secondo gruppo e gli avrebbe passato la sua parte del messaggio; dopo altri 120 anni il dodicesimo del secondo gruppo avrebbe passato le prime due parti del messaggio, ossia la propria e quella ricevuta dal primo gruppo, al dodicesimo del terzo gruppo; e così via, fino a quando, dopo seicento anni, avverrebbe un non specificato scopo finale (nel XX secolo), che – ipotizzano appunto i tre – sarebbe il controllo delle correnti telluriche attraverso il cosiddetto "ombelico tellurico" (l'umbilicus telluris alchemico), ossia il "centro" di siffatte correnti.
Durante le Crociate i templari non si limitarono a combattere, ma si misero alla ricerca degli oggetti sacri della cristianità (santo Graal, arca dell'Alleanza, pezzi della croce della crocifissione di Gesù, reliquie etc); vennero così a conoscenza degli oscuri segreti posseduti dagli iniziati giudei e musulmani, a cui li tramandarono gli antichi sacerdoti Egizi che a loro volta vennero iniziati dai sopravvissuti atlantidei. Il pianeta è notoriamente un enorme magnete attraversato da correnti elettromagnetiche; gli antichi Egizi, i Celti, gli aborigeni, i sardi prenuragici e altre civiltà ne erano a conoscenza e cercavano di amplificarle costruendo dolmen, menhir, obelischi; lo stesso Eiffel, come parecchi altri scienziati, sarebbe stato un iniziato e la sua celeberrima torre sarebbe uno di questi "condensatori" di energia tellurica. I templari scoprirono l'ubicazione dell'umbilicus ma non divulgarono il segreto. I sopravvissuti alla grande retata del 13 ottobre 1307 prepararono così la loro vendetta istituendo un Piano per la conquista del mondo; ipotizzarono che seicento anni nel futuro ci sarebbe stata la tecnologia adatta al controllo dell'energia planetaria e organizzarono così una "staffetta" criptata. Per ottenere questo controllo sarebbe occorso far trovare ai discendenti il punto specifico della Terra, individuabile attraverso una mappa e con un pendolo montato nel coro della chiesa dell'ex convento di Saint-Martin-des-Champs (ove oggi vi è la sede del Conservatoire national des arts et métiers) il 24 giugno. A causa della riforma gregoriana il secondo appuntamento (nel 1584) saltò ed è per questo – fantasticano i tre – che i templari discendenti non hanno ancora preso possesso del potere: non sanno qual è la mappa da mettere sotto al pendolo.
Nel corso del lavoro alla casa editrice entrano in contatto con Agliè, esperto di ermetismo che velatamente si fa apparire come il conte di San Germano; anch'egli è a conoscenza di questo segreto e fa parte di una società segreta che si rifà ai templari e ai Rosacroce. Nel frattempo Diotallevi si ammala gravemente e Belbo, alle prese con una deludente situazione personale, si ossessiona al Piano e comincia a crederci per davvero; un giorno ne parla con Agliè, rivelandogli di essere a conoscenza di quale sia la mappa da utilizzare, cosa non vera. Poco dopo viene persuaso con un ricatto a recarsi a Parigi; rendendosi conto con terrore che il Piano è meno fantasioso di quel che avevano ipotizzato (o meglio, che altri erano giunti alle loro stesse congetture), telefona a Casaubon e lo mette in allarme giusto in tempo prima di essere rapito. La notte del 23 giugno viene condotto all'interno del Conservatoire, ove si riunisce la società segreta. Durante la cerimonia gli viene chiesto di rivelare quale sia la mappa, egli si rifiuta senza dire che realmente non sapeva quale fosse. Casaubon, infiltratosi la sera prima al Conservatoire, assiste da un nascondiglio a tutta la sconvolgente scena e al suo tragico epilogo, prima di fuggire, sapendo di essere braccato anch'egli dalla spietata setta.

### Struttura
La vicenda principale viene narrata in prima persona da "Pim" Casaubon che ricorda, con un metodo di narrazione "a scatole cinesi", ciò che accadde dagli anni '70 (quand'era giovane studente di storia) alla notte fra il 23 e il 24 giugno 1984. La narrazione principale avviene nella casa del paesino natale di Jacopo Belbo, nel Piemonte orientale, il 25 giugno 1984; da qui Casaubon ricorda cos'è accaduto due giorni prima, quando vagava fra i corridoi e le stanze del Conservatoire per cercare un nascondiglio, fino alla visione del Pendolo (incipit del romanzo); una volta trovato il nascondiglio rammenta gli ultimi giorni, quando torna da una vacanza e riceve la telefonata di un agitatissimo Belbo da Parigi che, frettolosamente, gli chiede di recarsi al suo appartamento a leggere tutti i file che aveva scritto sul word processor; da qui Pim, leggendo i testi, ricostruisce il passato in comune con l'amico/collega, da quando cioè, nei primi anni '70, studente prossimo alla laurea con una tesi sui Templari, conobbe Jacopo in una bettola frequentata da intellettuali e rivoluzionari; ricostruisce inoltre gli anni dell'infanzia di Belbo, trascorsa sul finire della Seconda guerra mondiale nell'imprecisato paesino fra le Langhe e il Monferrato.
Il romanzo è diviso in 120 capitoli, racchiusi in dieci parti: ognuna di esse ha il nome di una sephirah, e si segue l'ordine dell'albero sefirotico, una cui rappresentazione appare prima dell'inizio della prima parte. All'inizio di ciascun capitolo, in apice, è presente una citazione riguardante l'argomento del capitolo stesso.

## Critica

### Temi principali

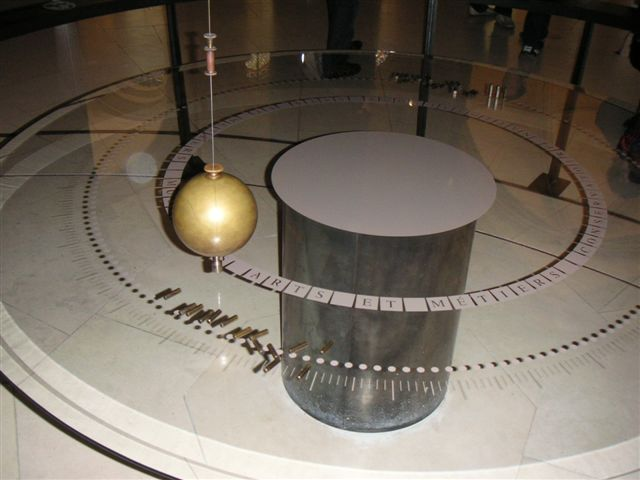
Pendolo installato al Musée des arts et métiers di Parigi

La maggior parte dei libri scritti su questo argomento sembra concentrarsi sul mistero e puntare a una formulazione di una personale versione sulla teoria del complotto. Eco evita questa insidia senza soffermarsi sul mistero storico che ha circondato i Cavalieri templari. Infatti, il romanzo potrebbe essere visto come una critica, una parodia, una decostruzione delle grandi cospirazioni globali che spesso si trovano nella letteratura postmoderna. Sebbene la trama principale fornisca i dettagli di un “Piano” cospirativo, il libro si concentra sullo sviluppo dei personaggi, e il loro lento passaggio da redattori scettici che si beffano dei manoscritti della casa editrice a pagamento Manuzio (dello stesso editore Garamond) a ingenui “Diabolici” essi stessi. In questo senso la teoria del complotto fornita diviene un artificio della trama, piuttosto che una proposta seria.
Gli scritti di Belbo sono un tema ricorrente in tutto il libro. L'intero romanzo è narrato in prima persona da Casaubon, con brevi intervalli dei documenti sul word processor di Belbo, “Abulafia” (citazione dell'omonimo mistico spagnolo). Questi passaggi sono spesso scritti eccentricamente, e trattano in buona parte l'infanzia di Belbo, il suo costante senso di fallimento, e la sua ossessione per Lorenza. Gli interludi della sua infanzia servono come forte contrasto con il mondo mistico di culti e cospirazioni. Belbo è estremamente attento a non provare a creare letteratura, perché si considera indegno, nonostante divenga piuttosto evidente che la scrittura sia la sua passione. Questo atteggiamento di inconscia e costante auto-umiliazione è in sintonia con la generale ironia che si trova nel libro, considerando che Belbo viene alla fine divorato dalla (ri)creazione del Piano.
Casaubon è uno studioso. Mentre Belbo è alla ricerca di una pace interiore, Casaubon è alla ricerca della conoscenza. L'incertezza del sapere scientifico e dell'esperienza umana vengono esplorate nel suo personaggio, dato che è partecipe di diversi eventi soprannaturali. Le sue narrazioni abbandonano lo stretto realismo e diventano sempre più inclini al soprannaturale, mano a mano che il romanzo procede.
Garamond, il cui principale mestiere è vendere sogni (attraverso la sua casa editrice a pagamento), arriva a credere al mondo fantastico che i suoi autori tessono. È tuttavia possibile che egli sia sempre stato un “Diabolico” e che abbia intrapreso la sua attività editoriale allo scopo di pescare informazioni.
Società nel romanzo
Quelli che seguono sono alcuni dei gruppi, segreti e no, che appaiono nel romanzo:
- I Cavalieri templari (i protagonisti)
- Rosacroce
- Gnostici
- Massoni
- Illuminati
- Anziani di Sion
- Assassini di Alamūt
- Cabalisti
- Bogomili
- Catari
- Gesuiti
- Pauliciani
- Un unico e oscuro riferimento all'immaginario culto di Cthulhu attraverso una citazione dai Rituali Satanici – "I'a Cthulhu! I'a S'ha-t'n!". Le parole concludono un rituale composto da Michael Aquino. Originariamente soltanto "I'a Cthulhu!", Anton LaVey vi aggiunse "I'a S'ha-t'n!" per dargli un "tocco Satanico".[6]

I gruppi che seguono di fatto non sono coinvolti nel Piano:
- Panta Rei
- I fedeli Candomblé e Umbanda
- Opus Dei (menzionati di passaggio)
- Ordo Templi Orientis
- Mormoni. Garamond li include nella sua lista di organizzazioni "occulte" da contattare a proposito di idee sul libro, spiegando: "Ho letto di loro anche in una storia investigativa, ma potrebbero non esistere più".

### Recensioni
La critica non ha apprezzato Il pendolo di Foucault tanto quanto Il nome della rosa, ma parecchie sono state le recensioni positive.
(Jacques Le Goff, L'Espresso)
(Alberto Asor Rosa, La Repubblica)
(Furio Colombo, La Stampa)
(Ferdinando Camon, Il Giorno)
(Antonio Porta, Corriere della Sera)
Una delle più celebri stroncature arrivò dal Vaticano. L'Osservatore Romano arrivò a definire Eco un «flagello» che «deforma, parodia, dissacra, offende la storia umana».

## Influenza culturale
Già a ridosso della sua pubblicazione, la critica si pose la domanda del suo rapporto con gli altri romanzi a sfondo storico dell'epoca.
Molti critici hanno poi visto nel bestseller Il codice da Vinci di Dan Brown la versione popolare del suo romanzo. A questo riguardo in un'intervista Eco dice:
(intervistatore) Ma sembra che lei stesso sia interessato alla cabala, all'alchimia e ad altre pratiche occulte di cui parla nel suo libro.
No, nel pendolo di Foucault ho rappresentato quel tipo di persone in maniera grottesca. Ecco perché Dan Brown è una delle mie creature.»
(La Repubblica, 25 novembre 2007)
«Wu Ming 1 ricorre […] all’ala protettrice di un’eminenza grigia nazionale […] ripercorrendo analiticamente un altro titolo di Eco, Il pendolo di Foucault (1988), e riportandone in vita i personaggi di Belbo e Diotallevi all’interno della seconda sezione del libro, una lunga sequenza onirica […] che rintraccia i "filamenti di genoma transatlantico" di QAnon a partire dall’accusa del sangue antisemita circolante, ormai da millenni, in Europa.»

— Pulp Libri, 29 aprile 2021
Diversi personaggi e luoghi de Il Pendolo di Foucault sono ripresi da Wu Ming 1 nel suo «oggetto narrativo non-identificato» La Q di Qomplotto (Alegre, 2021), dedicato a QAnon e al ruolo delle «fantasie di complotto» nella società contemporanea. Nella prima parte del libro, scritta in forma saggistica, il romanzo di Eco viene analizzato e citato a più riprese; la seconda parte, svolta in forma più letteraria, è di fatto costituita da un lungo sogno in cui l’autore si trova al bar Pilade, una delle principali ambientazioni del Pendolo di Foucault, ed espone le proprie tesi sul cospirazionismo a Belbo e Diotallevi, in un dialogo filosofico lungo circa duecento pagine. Nei ringraziamenti in coda a La Q di Qomplotto si legge: «Grazie a Stefano Eco, che molto gentilmente mi ha autorizzato a prendere Belbo e Diotallevi, personaggi creati da suo padre, e farli agire nel mio sogno».
Anche Ufo 78, romanzo collettivo di Wu Ming pubblicato nel 2022, contiene un riferimento al romanzo di Eco: uno dei personaggi principali, l'antropologa Milena Cravero, pubblica un libro con la casa editrice Garamond.

## Edizioni
- Umberto Eco, Il pendolo di Foucault, Milano, Bompiani, 1988, ISBN 88-452-0408-1. [509 pagg.; 24 cm].
- Umberto Eco, Il pendolo di Foucault, collana Tascabili Bompiani, 20ª ed., Milano, Bompiani, 2003, ISBN 88-452-4749-X. [687 pagg.; 20 cm].